# Gagra
Gagra este un oraș în republica secesionistă Abhazia din Georgia. Fondat în 1903 de către principele A. Oldenburg, o rudă a țarului Nicolae al II-lea al Rusiei ca stațiune maritimă de elită. În perioada sovietică Gagra devine una din cele mai importante stațiuni de pe Coasta Caucaziană a Mării Negre. Printre obiectivele turistice majore ale orașului se numără parcul-dendrariu și castelul principelui Oldenburg. Conflictul prelungit din Abhazia a afectat puternic industria turismului și infrastructura turistică a orașului (cîndva una din cele mai bune din URSS).